# Can Elias
Can Elias o Can Riera és un edifici situat al nucli urbà d'Hostalric (Selva) i que dona al carrer Major, a la plaça dels Bous i a l'avinguda Coronel Estrada. És una obra inclosa en l'Inventari del Patrimoni Arquitectònic de Catalunya.

## Descripció
És una casa de planta rectangular, de planta baixa i tres pisos, i rematada amb un terrat. La part dreta de la casa, la que dona a l'avinguda del Coronel Estrada, està adossada a una torre de la muralla del Castell d'Hostalric que s'anomena "Torre de la plaça dels Bous". La façana és de maó arrebossat i té un gran nombre d'obertures: tres a la planta baixa (un portal i finestres), més una porta que hi ha a la torre, cinc al primer pis (grans finestres de similars mides, amb balcó corregut amb barana de ferro), cinc al segon pis (es van intercalant finestres grans amb balcó, falsament sostingut per mènsules i finestres de menor mida) i tres finestres més petites al tercer. Totes les obertures estan envoltades amb una motllura de guix. La façana està tancada per una cornissa amb dentallons i està coronada per una barana d'obra. Sota les obertures dels tres pisos superiors trobem uns elements decoratius amb forma el·líptica, que al seu interior contenen motius florals i vegetals. La casa, té a la part del davant un petit jardí.

## Història
Aquesta casa va ser encarregada per Elogio Elias Elizeran, General Governador de Girona i després de Barcelona. D'aquest passà a la seva filla Antònia i a la seva neta Trinidad Soler Elias. Posteriorment fou propietat del doctor Riera qui es traslladà al poble el 1922, per això també es coneix la casa com Can Riera. Aquest fou declarat fill adoptiu predilecte el 1972 i li dedicaren una plaça.